# NGC 2936

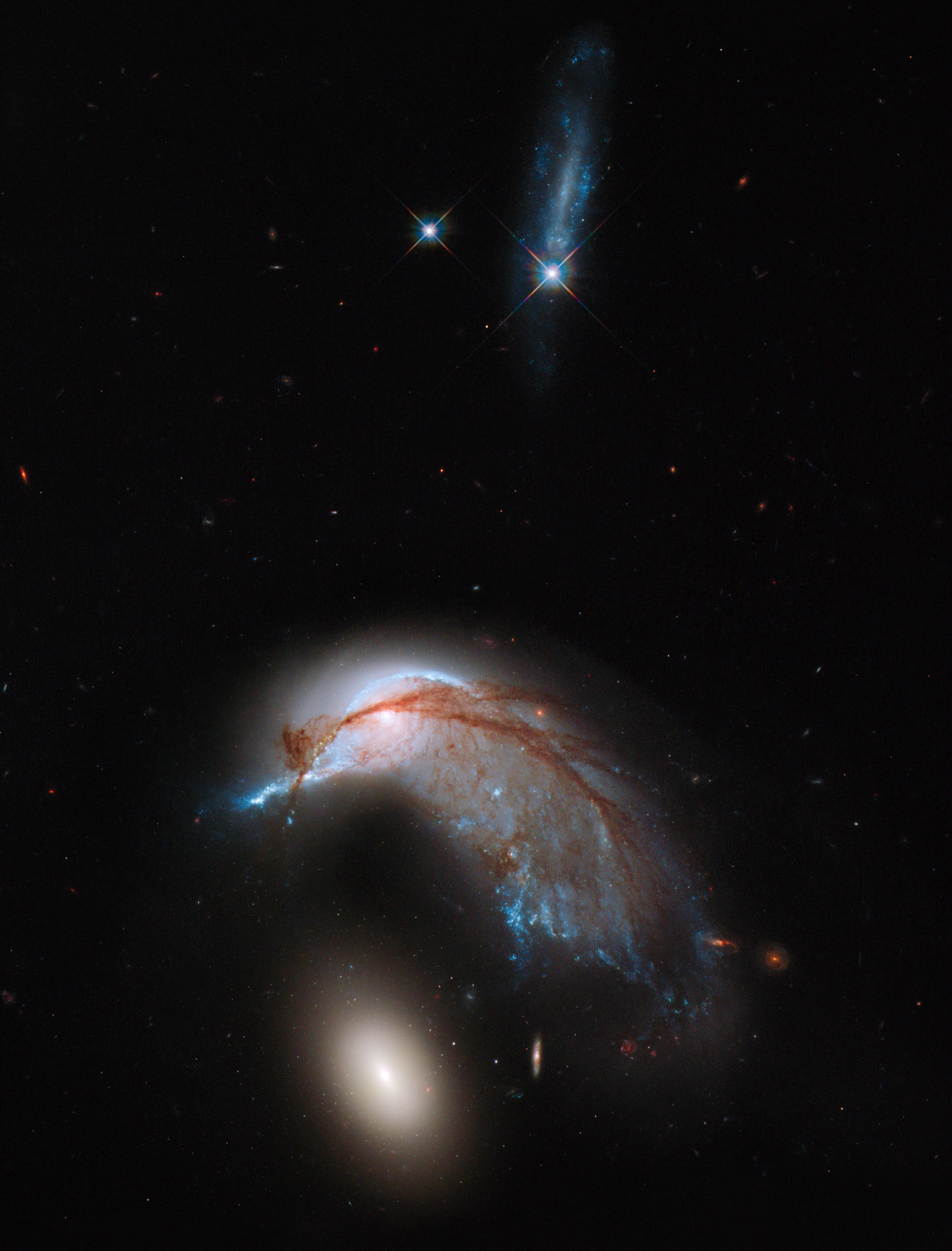
La galaxia NGC 2936 es uno de los dos galaxias que forman Arp 142, en la constelación de Hidra. Se apoda la galaxia del pingüino.

NGC 2936 es una galaxia observable en la dirección de la constelación de Hidra. Forma parte del par de galaxias en interacción Arp 142. Originalmente una galaxia de tipo espiral, NGC 2936 está fuertemente perturbada por la gravedad de su compañera elíptica NGC 2937 tras un encuentro cercano entre ellas.
Se le ha dado el sobrenombre de "el pingüino".